# Théâtre de Novi Sad
Le Théâtre de Novi Sad (en serbe Alphabet cyrillique serbe : Новосадско позориште ; en serbe latin : Novosadsko pozorište ; en hongrois : Újvidéki Színház) est un théâtre situé à Novi Sad, la capitale de la province autonome de Voïvodine, en Serbie. Il a été créé en 1974 et propose des spectacles en langue hongroise avec une traduction simultanée en serbe.
Le théâtre est situé 3-5 rue Jovana Subotića, dans le quartier de Rotkvarija.

## Présentation
Le Théâtre de Novi Sad a été créé en 1974 pour contribuer à la préservation de l'identité des Mayars de Voïvodine ; à cette époque, le seul théâtre hongrois de Voïvodine se trouvait à Subotica. La première pièce qui y fut représentée fut Macskajáték (Chat !) d'István Örkény. Parallèlement au répertoire hongrois, le théâtre présente également des œuvres de dramaturges contemporains internationaux.
Le Théâtre de Novi Sad est une institution du Conseil national de la minorité magyare (Nacionalni savet mađarske nacionalne manjine).

## Troupe
La troupe du théâtre est composée de 24 membres.

## Répertoire
Pour janvier 2016, le théâtre propose les spectacles suivants : Neoplanta (Novi Sad) d'après László Végel, Erazmo Roterdamski : Pohvala ludosti (Érasme de Rotterdam : Éloge de la folie) d'après Érasme, Le Petit Prince d'Antoine de Saint-Exupéry, le Violon sur le toit en coproduction avec le Théâtre national serbe de Novi Sad, Avanture Pikasa (Les Folles Aventures de Picasso) de Hans Alfredson et Tage Danielsson, Liliom de Ferenc Molnár, Études meurtrières d'István Sárosi, Sonate d'automne d'après Ingmar Bergman, Piaf-marche spectacle autour d'Édith Piaf, Gupi de Robert Lenard, A Csárdáskirálynő (Princesse Czardas) opérette d'Emmerich Kálmán.
Toujours en janvier aura lieu le Concours des dramaturges hongrois de Voïvodine (Takmičenje vojvođanskih mađarskih dramskih pisaca/Vajdasági Magyar Drámaíró verseny).